# Guglielmina di Sagan
Katharina Friederike Wilhelmine Benigna von Biron, principessa di Curlandia, duchessa di Sagan (Mitau, 8 febbraio 1781 – Vienna, 29 novembre 1839), è stata una nobile tedesca della famiglia regnante di Curlandia e Semigallia (oggi parte della Lettonia) e una Duchessa sovrana di Sagan. Guglielmina è principalmente nota per la sua relazione con Klemens Metternich, uno statista dell’Impero austriaco.
La trascrizione francese del suo nome è Wilhelmine Catherine Frédérique Biron, in ceco Kateřina Frederika Vilhelmína princezna Kuronská. Tra i cechi è nota come Kateřina Zaháňská (Zaháň è il nome ceco di Żagań).

## Infanzia
Guglielmina nacque da Peter von Biron, l'ultimo Duca di Curlandia, e dalla sua terza moglie Anna Carlotta Dorotea di Medem (1761–1821). Aveva tre sorelle coniugali: Maria Luisa Paolina (1782–1845), Giovanna Caterina (1783–1876), moglie di S.AS. il Principe Don Francesco, Duca di Acerenza (fratello dell'VIII Principe di Belmonte), e una illegittima Dorotea (1793–1862), in seguito moglie di Edmond de Talleyrand-Périgord (1787–1872), nipote dello statista francese Talleyrand.
Guglielmina trascorse la sua prima infanzia a Mitau. Nel 1795 il Duca fu obbligato a cedere il suo Ducato all'Impero russo, e la famiglia si trasferì nel ducato di Sagan (Żagań) in Slesia, che era stato acquisito nel 1786. Tra le altre proprietà acquistate da suo padre durante gli anni '80 c'era la Contea di Náchod in Boemia, che includeva il Castello di Ratibořice. Guglielmina, che ereditò sia Sagan che Náchod, scelse questo castello come sua residenza estiva.
La giovane duchessa era molto bella, intelligente, eloquente ed educata in filosofia e storia. Si innamorò del generale svedese Gustav Armfelt, amante di sua madre e suo precettore. La relazione segreta con il molto più vecchio e sposato Armfelt ebbe come conseguenza la nascita di una figlia illegittima di nome Gustava (n. 13.1.1801 - m. 1881), che nacque in segretezza ad Amburgo. Il parto fu traumatico, e, a causa di una incompetente ostetrica, perse la facoltà di avere ulteriori figli. Guglielmina abbandonò sua figlia ad uno dei parenti di Armfelt in Svezia e non la rivide più. Guglielmina deplorò enormemente questa decisione con il passare del tempo. Per proteggere la sua reputazione, Armfelt organizzò per lei il matrimonio con un nobile francese emigrato, il Principe Louis de Rohan-Guémenée (1768–1836), figlio della Princesse de Guéméné, l'originaria governante dei figli di Re Luigi XVI di Francia. Il matrimonio non durò e finì con un divorzio nel 1805.
Guglielmina trascorse il resto della sua vita spostandosi tra Vienna, Praga, Ratibořice e Sagan (Żagań). Inoltre intraprese viaggi in Italia, Inghilterra e Francia. Il suo secondo matrimonio con il principe Vasilij Troubetzkoy (1776–1841), che durò dal 1805 al 1806, finì anch'esso con il divorzio. A Vienna, aprì un salotto frequentato dalla più alta nobiltà. Una donna attraente che sedusse molti amanti aristocratici. Nella primavera del 1810 ebbe una relazione turbolenta e di breve durata con Alfred I, Principe di Windisch-Grätz, un comandante dell'esercito austriaco

## Metternich
Sebbene Guglielmina avesse incontrato per la prima volta il Principe Klemens Wenzel von Metternich (1773–1859) nel 1801, la loro storia d'amore non cominciò prima della primavera del 1813. La passione tra i due è documentata da oltre 600 lettere scritte da Metternich che furono scoperte nel 1949 da Marie Ulrichová a Plasy Cloister. Queste lettere descrivono anche i minimi dettagli della situazione politica del tempo e le decisioni corrispondenti prese da Metternich come diplomatico e funzionario del governo.
Gli storici moderni ipotizzano che Guglielmina, che odiava Napoleone, fu colei che spinse Metternich lontano da una cauta posizione filo-francese. Le trattative che portarono nel 1813 ad una coalizione antinapoleonica tra Prussia, Austria e Russia si tennero in una delle residenze di Guglielmina, il Castello di Ratibořice.
Durante il Congresso di Vienna (1814–15), la relazione finì, poiché a Guglielmina non piaceva il ruolo di amante non riconosciuta, un ruolo forzato per lei in quanto Metternich era sposato.
A causa della impossibilità di avere altri figli, diventò genitrice adottiva di molte giovani ragazze. Dal 1819 fino al 1828, Guglielmina fu sposata con il Principe Karl Rudolf von der Schulenburg (1788–1856). Anche questo matrimonio terminò con un divorzio. Quello che temeva di più - rimanere soli - divenne realtà verso la fine della sua vita.

## Rapporti con Božena Němcová
La famosa scrittrice ceca Božena Němcová (1820?-1862) fu una delle ragazze di povera famiglia aiutate da Guglielmina. La Němcová ritrasse Guglielmina nel suo romanzo del 1855 La nonna (Babička) come donna ideale. Il ritratto è così toccante che la locuzione ceca "paní kněžna" (che significa "una principessa") diventò un sinonimo per Guglielmina.
Tutte e quattro le sorelle sono note per aver avuto figli illegittimi. A causa della sua origine sconosciuta (persino la sua data di nascita è contestata) e il favore dimostratole dalla duchessa, diversi storici ritengono che la Němcová possa essere una figlia illegittima di Guglielmina e di Metternich, o del Conte Karel Clam-Martinic o Windischgrätz.
Helena Sobková, uno scrittore di libri di storia popolare sulla Němcová, ritiene che la Němcová può effettivamente essere stata la nipote di Guglielmina. Nel 1816 nacque una figlia illegittima alla sorella minore di Guglielmina, Dorotea, e Karel Clam-Martinic (1792–1840). Il destino del bambino è sconosciuto, ed è possibile che Guglielmina diede il bambino ai genitori della Němcová da allevare come propria. Questa supposizione, tuttavia, non è stata definitivamente provata.

## Letteratura
- Clemens Brühl: Die Sagan, das Leben der Herzogin von Sagan, Prinzessin von Kurland, Berlin, 1941, in German.
- Dorothy Gies McGuigan: Metternich and the duchess , 1975, ISBN 0-385-02827-X.
- Maria Ulrichová: Clemens-Metternich – Wilhelmine von Sagan. Ein Briefwechsel 1813–1815, Graz - Köln, 1966. Published letters between Metternich and Wilhelmine, in German.
- Helena Sobková: Kateřina Zaháňská, Prague, 1995, ISBN 80-204-0532-1. Monograph about the duchess, based on thorough research of archives, in Czech.